# NGC 4859
NGC 4859 је лентикуларна галаксија у сазвежђу Береникина коса која се налази на NGC листи објеката дубоког неба.
Деклинација објекта је + 26° 48' 56" а ректасцензија 12h 59m 1,9s. Привидна величина (магнитуда) објекта NGC 4859 износи 13,7 а фотографска магнитуда 14,6. NGC 4859 је још познат и под ознакама UGC 8097, MCG 5-31-53, CGCG 160-71, PGC 44534.